# Cuevas del Becerro (kommunhuvudort)
Cuevas del Becerro är en kommunhuvudort i Spanien.   Den ligger i provinsen Provincia de Málaga och regionen Andalusien, i den södra delen av landet, 400 km söder om huvudstaden Madrid. Cuevas del Becerro ligger 732 meter över havet och antalet invånare är 1 859.
Terrängen runt Cuevas del Becerro är kuperad. Runt Cuevas del Becerro är det glesbefolkat, med 18 invånare per kvadratkilometer. Närmaste större samhälle är Ronda, 18,3 km sydväst om Cuevas del Becerro. Trakten runt Cuevas del Becerro består till största delen av jordbruksmark.